# Buddy Collette
William Mercell Collette (Los Ángeles, California, 6 de agosto de 1921 - Los Ángeles, California, 19 de septiembre de 2010) fue un saxofonista, clarinetista, flautista y compositor estadounidense de jazz.

## Biografía
Compañero de estudios de Charles Mingus, tocó con su propia banda desde 1933, y con Cee Pee Johnson entre 1941 y 1943. Después de la Segunda Guerra Mundial, tocó con Lucky Thompson, Louis Jordan, Benny Carter y Gerald Wilson, actuando asiduamente en programas de televisión, especialmente en el show de Groucho Marx. En los años 1950 se incorporó de forma activa a la corriente del West Coast jazz, tocando con Chico Hamilton y con su propio grupo. También con Thelonious Monk en 1964, y con Quincy Jones, Jimmy Giuffre, Barney Kessel y Red Norvo.
Músico reputado de estudio, grabó cientos de discos acompañando entre otros a Frank Sinatra, Ella Fitzgerald, Duke Ellington, Count Basie, Nat King Cole, y Nelson Riddle. También desarrolló una fértil carrera como profesor de saxo, con alumnos como Eric Dolphy o Charles Lloyd. Se caracterizó por la pureza y transparencia de su sonido, con fraseo fluido y natural.
Falleció el 19 de septiembre de 2010 en el centro médico Cedars Sinai de Los Ángeles a causa de una insuficiencia respiratoria.

## Discografía

### Como líder/colíder
- Tanganyika (Dig, 1956)
- Man of Many Parts (Contemporary, 1956)
- Cool, Calm & Collette (ABC-Paramount, 1957)
- Everybody's Buddy (Challenge, 1957)
- Porgy & Bess (Interlude, 1957)
- Nice Day with Buddy Collette (Contemporary, 1957)
- Flute Fraternity (Mode, 1957) with Herbie Mann
- Aloha to Jazz (Bel Canto, 1957)
- Jazz Loves Paris (Specialty, 1958)
- Marx Makes Broadway, (VSOP, 1958)
- Buddy Collette's Swinging Shepherds (EmArcy, 1958)
- At the Cinema! (Mercury, 1959)
- The Polyhedric Buddy Collette (Music, 1960)
- Buddy Collette in Italy (Riccordi, 1961)
- The Soft Touch of Buddy Collette (Music, 1962)
- The Buddy Collette Quintet (Studio West, 1962) con Irene Kral
- The Girl from Ipanema (Crown, 1964)
- Warm Winds (World Pacific, 1964) Con Charles Kynard
- Buddy Collette on Broadway (Survey, 1966)
- Now and Then (Legend, 1973)
- Block Buster (RGB, 1974)
- Flute Talk (Soul Note, 1988)
- Jazz for Thousand Oaks (UFO Bass, 1996)
- Live from the Nation's Capital (Bridge, 2000)
- Tasty Dish (Fresh Sound / Jazz Archives, 2004)
- Live at El Camino College (UFO Bass, 2006)

### Como acompañante
Con Chet Baker
- Blood, Chet and Tears (Verve, 1970)

Con Louis Bellson
- Music, Romance and Especially Love (Verve, 1957)
- Louis Bellson Swings Jule Styne (Verve, 1960)

Con Brass Fever
- Brass Fever (Impulse!, 1975)
- Time Is Running Out (Impulse!, 1976)

Con James Brown
- Soul on Top (King, 1969)

Con Red Callender
- Swingin' Suite (Crown, 1957)

Con Conte Candoli
- Little Band Big Jazz (Crown, 1960)

Con Benny Carter
- Additions to Further Definitions (Impulse!, 1966)

Con June Christy
- Something Cool (Capitol, 1955)
- Ballads for Night People (Capitol, 1959)

Con Nat King Cole
- L-O-V-E (Capitol, 1965)

Con Miles Davis y Michel Legrand
- Dingo (Warner Bros., 1991)

Con Sammy Davis, Jr.
- The Wham of Sam! (Reprise, 1961)

Con Ella Fitzgerald
- Ella Fitzgerald Sings the George and Ira Gershwin Songbook (Verve, 1959)

Con Gil Fuller
- Gil Fuller & the Monterey Jazz Festival Orchestra featuring Dizzy Gillespie (Pacific Jazz, 1965)

Con Ted Gärdestad
- Blue Virgin Isles (Epic, 1978)

Con Jimmy Giuffre
- The Jimmy Giuffre Clarinet (Atlantic, 1956)

Con Chico Hamilton
- Chico Hamilton Quintet featuring Buddy Collette (Pacific Jazz, 1955)
- The Original Chico Hamilton Quintet (World Pacific, 1955 [1960])
- Chico Hamilton Quintet in Hi Fi (Pacific Jazz, 1956)
- Ellington Suite (World Pacific, 1959)
- The Three Faces of Chico (Warner Bros., 1959)

Con Eddie Harris
- How Can You Live Like That? (Atlantic, 1976)

Con Jon Hendricks
- ¡Salud! João Gilberto, Originator of the Bossa Nova (Reprise, 1961)

Con Freddie Hubbard
- The Love Connection (Columbia, 1979)

Con Quincy Jones
- Go West, Man! (ABC Paramount, 1957)

Con Fred Katz
- Soul° Cello (Decca, 1958)
- Folk Songs for Far Out Folk (Warner Bros., 1958)

Con Stan Kenton
- Kenton / Wagner (Capitol, 1964)

Con Barney Kessel
- Easy Like (Contemporary, 1956)
- Music to Listen to Barney Kessel By (Contemporary, 1957)
- Carmen (Contemporary, 1958)

Con Wade Marcus
- Metamorphosis (Impulse!, 1976)

Con Les McCann
- Les McCann Sings (Pacific Jazz, 1961)

Con Carmen McRae
- Carmen for Cool Ones (Decca, 1958)
- Portrait of Carmen (Atlantic, 1968)

Con Charles Mingus
- The Complete Town Hall Concert (Blue Note, 1962 [1994])

Con Blue Mitchell
- Bantu Village (Blue Note, 1969)

Con Lyle Murphy
- Four Saxophones in Twelve Tones (GNP, 1955)

Con Oliver Nelson
- Zig Zag (Original Motion Picture Score) (MGM, 1970)
- Skull Session (Flying Dutchman, 1975)
- Stolen Moments (East Wind, 1975)

Con Dory Previn
- On My Way to Where (United Artists, 1970)
- Mythical Kings and Iguanas (United Artists, 1971)
- Dory Previn (Warner Bros., 1974)

Con Don Ralke
- Bongo Madness (Crown, 1957)

Con Buddy Rich
- This One's for Basie (Norgran, 1956)

Con Little Richard
- Mr. Big (Joy, 1965 [1971])

Con Shorty Rogers
- The Fourth Dimension in Sound (Warner Bros., 1961)

Con Pete Rugolo
- The Music from Richard Diamond (EmArcy, 1959)
- Behind Brigitte Bardot (Warner Bros., 1960)

Con Horace Silver
- Silver 'n Wood (Blue Note, 1974)
- Silver 'n Brass (Blue Note, 1975)
- The Continuity of Spirit (Silverto, 1985)

Con Frank Sinatra
- Sinatra's Swingin' Session!!! (Capitol, 1961)
- L.A. Is My Lady (Qwest, 1984)

Con Gábor Szabó y Bob Thiele
- Light My Fire (Impulse!, 1967)

Con The Three Sounds
- Soul Symphony (Blue Note, 1969)
- Persistent Percussion (1960, Kent, KST 500)

Con Mel Tormé
- Comin' Home Baby! (Atlantic, 1962)

Con Stanley Turrentine
- Everybody Come On Out (Fantasy, 1976)

Con Gerald Wilson
- You Better Believe It! (Pacific Jazz, 1961)
- Lomelin (Discovery, 1981)

Con Nancy Wilson
- Broadway – My Way (Capitol, 1964)

Con Red Norvo
- Ad Lib(Liberty, 1957)